# Земмамуш, Мохамед
Моха́мед Лами́н Земмаму́ш (фр. Mohamed Lamine Zemmamouche, араб. محمد الأمين زماموش‎, 19 марта 1985, Мила, Алжир) — алжирский футболист, вратарь и капитан клуба «УСМ Алжир». Выступал в сборной Алжира. Участник чемпионата мира 2014.

## Клубная карьера
Воспитанник клуба «СБ Мила» и Спортивного лицея Драриа. В 16 лет перешёл в «УСМ Алжир», в его основной команде дебютировал в чемпионате Алжира 24 мая 2004 года в матче против «ВА Тлемсен». В следующем сезоне, чемпионском для «УСМ Алжир», он провёл 4 матча, а затем стал основным вратарём клуба.
В 2009 году Земмамуш перешёл в другой столичный клуб — «МК Алжир», и в первом же сезоне стал чемпионом страны. Проведя ещё один сезон за «МК Алжир», Мохамед вернулся в УСМ и занял место основного вратаря клуба. В сезоне 2013/14 Земмамуш помог своему клубу стать чемпионом страны, при этом из 24 сыгранных матчей, в 12 не пропускал голов.

## Международная карьера
С 2005 года играл за олимпийскую сборную страны, провёл 15 матчей.
С 2008 года Земмамуш выступает за сборную «А», в которую призываются игроки из национального чемпионата. В её составе принимал участие в финальном турнире Чемпионата африканских наций 2011 года.
В декабре 2009 тогдашний тренер первой сборной Алжира Рабах Саадан включил Земмамуша в состав сборной для участия в Кубке Африканских Наций-2010. Он считался запасным вратарём, но вышел на замену после удаления Фавзи Шауши в полуфинальном матче с Египтом (0:4) 28 января 2010 года, а также отыграл в матче за третье место. Земмамуш рассматривался как кандидат на поездку на Чемпионат мира 2010, но в последний момент был отцеплен.
В дальнейшем Земмамуш дважды выходил на поле в футболке сборной в товарищеских матчах в 2010 и 2011 году, а следующий матч сыграл только в ноябре 2013 года в отборочном турнире Чемпионата мира-2014. Весной 2014 года он ещё дважды играл в товарищеских матчах сборной.
В июне 2014 года Земмамуш был включен тренером Вахидом Халилходжичем в состав сборной для участия в финальном турнире Чемпионата мира 2014, но не сыграл ни одного матча.
| Матчи за сборную Алжира | Матчи за сборную Алжира | Матчи за сборную Алжира | Матчи за сборную Алжира | Матчи за сборную Алжира | Матчи за сборную Алжира | Матчи за сборную Алжира  |
| ----------------------- | ----------------------- | ----------------------- | ----------------------- | ----------------------- | ----------------------- | ------------------------ |
| №                       | Дата                    | Соперник                | Счёт                    | Минуты                  | Голы                    | Соревнование             |
| 1                       | 28 января 2010          | Египет                  | 0:4                     | 1                       | -1                      | Полуфинал КАН-2010       |
| 2                       | 30 января 2010          | Нигерия                 | 0:1                     | 90                      | -1                      | Матч за 3 место КАН-2010 |
| 3                       | 17 ноября 2010          | Люксембург              | 0:0                     | 3                       | -0                      | Товарищеский матч        |
| 4                       | 12 ноября 2011          | Тунис                   | 1:0                     | 46                      | -0                      | Товарищеский матч        |
| 5                       | 19 ноября 2013          | Буркина-Фасо            | 1:0                     | 90                      | -0                      | Отборочный матч ЧМ-2014  |
| 6                       | 5 марта 2014            | Словения                | 2:0                     | 90                      | -0                      | Товарищеский матч        |
| 7                       | 31 мая 2014             | Армения                 | 3:1                     | 90                      | -1                      | Товарищеский матч        |

## Достижения
- Чемпион Алжира 2004/05, 2009/10, 2013/14
- Обладатель Кубка Алжира 2003/04, 2012/13
- Обладатель Суперкубка Алжира 2013
- Победитель Арабской Лиги Чемпионов 2012/13

## Статистика выступлений
| Клуб             | Сезон            | Дивизион         | Лига  | Лига | Нац. кубки | Нац. кубки | Конт. кубки | Конт. кубки | Другие | Другие | Всего | Всего |
| Клуб             | Сезон            | Дивизион         | Матчи | Голы | Матчи      | Голы       | Матчи       | Голы        | Матчи  | Голы   | Матчи | Голы  |
| ---------------- | ---------------- | ---------------- | ----- | ---- | ---------- | ---------- | ----------- | ----------- | ------ | ------ | ----- | ----- |
| УСМ Алжир        | 2003/04          | L1 (I)           | 1     | 0    | 0          | 0          | 0           | 0           | 0      | 0      | 1     | 0     |
| УСМ Алжир        | 2004/05          | L1 (I)           | 4     | 0    | 0          | 0          | 0           | 0           | 0      | 0      | 4     | 0     |
| УСМ Алжир        | 2005/06          | L1 (I)           | 26    | 0    | 6          | 0          | 4           | 0           | 0      | 0      | 36    | 0     |
| УСМ Алжир        | 2006/07          | L1 (I)           | 25    | 0    | 5          | 0          | 2           | 0           | 0      | 0      | 32    | 0     |
| УСМ Алжир        | 2007/08          | L1 (I)           | 12    | 0    | 0          | 0          | 0           | 0           | 6      | 0      | 18    | 0     |
| УСМ Алжир        | 2008/09          | L1 (I)           | 24    | 0    | 1          | 0          | 0           | 0           | 4      | 0      | 29    | 0     |
| УСМ Алжир        | Всего            | Всего            | 92    | 0    | 12         | 0          | 6           | 0           | 10     | 0      | 120   | 0     |
| МК Алжир         | 2009/10          | L1 (I)           | 27    | 0    | 3          | 1          | 0           | 0           | 0      | 0      | 30    | 1     |
| МК Алжир         | 2010/11          | L1 (I)           | 24    | 0    | 3          | 0          | 5           | 0           | 0      | 0      | 32    | 0     |
| МК Алжир         | Всего            | Всего            | 51    | 0    | 6          | 1          | 5           | 0           | 0      | 0      | 62    | 1     |
| УСМ Алжир        | 2011/12          | L1 (I)           | 28    | 0    | 4          | 0          | 0           | 0           | 0      | 0      | 32    | 0     |
| УСМ Алжир        | 2012/13          | L1 (I)           | 22    | 0    | 6          | 0          | 0           | 0           | 6      | 0      | 34    | 0     |
| УСМ Алжир        | 2013/14          | L1 (I)           | 24    | 0    | 3          | 0          | 0           | 0           | 0      | 0      | 27    | 0     |
| УСМ Алжир        | Всего            | Всего            | 74    | 0    | 13         | 0          | 0           | 0           | 6      | 0      | 93    | 0     |
| Всего за карьеру | Всего за карьеру | Всего за карьеру | 217   | 0    | 31         | 1          | 11          | 0           | 16     | 0      | 275   | 1     |